# Moscow-850
A Moscow-850 egy kb. 75 méteres óriáskerék, mely az Összoroszországi Kiállítási Központban található Moszkvában.
Megépülésekor a kerék volt Európa legmagasabb óriáskereke, amíg 1999-ben a 90 méteres olaszországi Eurowheel és 2000-ben a 135 méteres London Eye meg nem nyitotta kapuit.
A Moscow-850 különböző források szerint 73 vagy 75 méter magas, kerékátmérője 70 méter. 40 kapszulája van, melyből 5 nyitott, a többi zárt, és mindegyik kapszula nyolc ember befogadására képes. A kerék egy fordulatot hét perc alatt tesz meg.  Építése 1995-ben vagy 1997-ben fejeződött be a város fennállásának 850. évfordulója alkalmából.
A Moscow-850 Moszkva legmagasabb óriáskereke. 2004-re tervezték egy 170 méter magas kerék megépítését Moszkvában, Rus-3000 néven, mely átvette volna a világ legmagasabb óriáskereke státuszt. de a tervet törölték.